# كايجو رقم 8
كايجو رقم 8 (بالإنجليزية: Kaiju No. 8) مانغا يابانية من تأليف ورسم ناويا ماتسوموتو. تنشر في مجلة شونن جمب+ التابعة لشوئيشا منذ يوليو 2020.

## القصة
كافكا هيبينو هو عضو في شركة منظفي الوحوش. يبلغ من العمر 32 عاماً. تتمثل وظيفته في تقطيع الوحوش التي قتلت على يد قوات الدفاع والتخلص منها. كان كافكا في مرحلة الطفولة صديقاً لمينا أشيرو التي وعدها بالانضمام معها إلى قوات الدفاع، وحماية اليابان من عالم الوحوش.

## الشخصيات
- إيهارو فوروهاشي

أداء صوتي: يوكي شين
- إيزومي هارويتشي

أداء صوتي: كوموتو كيسوكي
- كاغورا آوي

أداء صوتي: تاكيوتشي شونسوكي

## مسلسل الأنمي
اقتبست المانغا إلى مسلسل أنمي عرض في أبريل 2024 من إخراج شيغيوكي ميا، وانتاج ستوديو Production I.G، وسيناريو إيتشيرو أوكوتشي، وتصميم الشخصيات وإخراج التحريك من قبل تيتسويا نيشيو، و تصميم الكايجو (الوحوش) من قبل ماهيرو مايدا، وتولى الإخراج الفني شينجي كيمورا، والموسيقى من تأليف باندو يوتا.

## الجوائز والترشيحات
| قائمة الجوائز والترشيحات | قائمة الجوائز والترشيحات | قائمة الجوائز والترشيحات               | قائمة الجوائز والترشيحات | قائمة الجوائز والترشيحات | قائمة الجوائز والترشيحات |
| السنة                    | الجائزة                  | الفئة                                  | المستلم                  | النتيجة                  | م.                       |
| ------------------------ | ------------------------ | -------------------------------------- | ------------------------ | ------------------------ | ------------------------ |
| 2021                     | جائزة المانغا القادمة    | أفضل مانغا                             | كايجو رقم 8              | فوز                      |                          |
| 2025                     | جوائز كرانشي رول للأنمي  | أنمي العام 2025                        | كايجو رقم 8              | رُشِّح                      | [ 4 ]                    |
| 2025                     | جوائز كرانشي رول للأنمي  | أفضل سلسلة أنمي جديدة                  | كايجو رقم 8              | رُشِّح                      | [ 4 ]                    |
| 2025                     | جوائز كرانشي رول للأنمي  | أفضل تحريك                             | كايجو رقم 8              | رُشِّح                      | [ 4 ]                    |
| 2025                     | جوائز كرانشي رول للأنمي  | أفضل تصميم شخصيات                      | كايجو رقم 8              | رُشِّح                      | [ 4 ]                    |
| 2025                     | جوائز كرانشي رول للأنمي  | أفضل أنمي آكشن                         | كايجو رقم 8              | رُشِّح                      | [ 4 ]                    |
| 2025                     | جوائز كرانشي رول للأنمي  | أفضل شخصية رئيسية                      | كافكا هيبينو             | رُشِّح                      | [ 4 ]                    |
| 2025                     | جوائز كرانشي رول للأنمي  | أفضل أغنية أنمي                        | كايجو رقم 8              | رُشِّح                      | [ 4 ]                    |
| 2025                     | جوائز كرانشي رول للأنمي  | أفضل شارة بداية لأنمي                  | كايجو رقم 8              | رُشِّح                      | [ 4 ]                    |
| 2025                     | جوائز كرانشي رول للأنمي  | أفضل شارة نهاية لأنمي                  | كايجو رقم 8              | رُشِّح                      | [ 4 ]                    |
| 2025                     | جوائز كرانشي رول للأنمي  | أفضل اداء صوتي - اللاتينية الأسبانية   | عمر سانشيز               | رُشِّح                      | [ 4 ]                    |
| 2025                     | جوائز كرانشي رول للأنمي  | أفضل اداء صوتي - الإيطالية             | ماتيا بريسان             | رُشِّح                      | [ 4 ]                    |
| 2025                     | جوائز كرانشي رول للأنمي  | أفضل أداء صوتي - القشتالية الأسبانية   | ماريو بالارت             | رُشِّح                      | [ 4 ]                    |
| 2025                     | جوائز كرانشي رول للأنمي  | أفضل اداء صوتي - الهندية               | روشيكيش بونس             | رُشِّح                      | [ 4 ]                    |
| 2025                     | جوائز كرانشي رول للأنمي  | أفضل اداء صوتي - الألمانية             | فيليكس كامين             | رُشِّح                      | [ 4 ]                    |
| 2025                     | جوائز كرانشي رول للأنمي  | أفضل اداء صوتي - الفرنسية              | أدريان أنطوان            | فوز                      | [ 4 ]                    |
| 2025                     | جوائز كرانشي رول للأنمي  | أفضل اداء صوتي - البرتغالية البرازيلية | هيكتور عسالي             | رُشِّح                      | [ 4 ]                    |